# Jorge Carrillo Olea
Jorge Carrillo Olea (Jojutla, Morelos; 19 de noviembre de 1937) es un general y político mexicano, que fue gobernador de Morelos durante el periodo de 1994 a 1998. Es general retirado y licenciado en Administración Militar por la Escuela Superior de Guerra. Es considerado pionero y especialista en Seguridad Nacional y Servicios de Inteligencia en México.

## Actividades públicas
Sirvió en cuerpos de tropa en los estados de Oaxaca y Veracruz, profesor en el Heroico Colegio Militar y Escuela Superior de Guerra de 1959 a 1970.
Jefe de la Sección Segunda (Inteligencia) del Estado Mayor Presidencial de 1970 a 1976.
Durante el sexenio presidido por el LIC. José López Portillo llevó a cabo la restructuración de la industria naval del país.Se construyeron los Astilleros Unidos de Veracruz y Astilleros Unidos del Pacífico.
Fue subsecretario de Investigación y Ejecución Fiscal de la secretaria de Hacienda y Crédito Público (1976), subsecretario de Gobernación (1982 a 1988) donde promovió y ejecutó la terminación del aparato policiaco represivo del Estado dependiente de la Dirección Federal de Seguridad (DFS). En sustitución de esas organizaciones promovió la creación del Centro de Inteligencia y Seguridad Nacional (CISEN) y del Centro Nacional para el Control de Drogas (CENDRO).
Fue secretario de Comisión Mexicana de Ayuda a Refugiados (COMAR) de 1983 a 1998, a partir de la crisis provocada por un ataque de fuerzas paramilitares guatemaltecas a un campamento de refugiados asentado en territorio nacional. Dicho incidente provocó, además de un conflicto diplomático con Guatemala, el desplazamiento de 40,000 indígenas mayas a los que se dio seguridad jurídica y física en territorio perteneciente a los estados de Campeche y Quintan Roo.
Fundador y primer director del Centro de Investigación y Seguridad Nacional (CISEN) de 1988 a 1991 y Coordinador General para la Atención y Lucha Contra el Narcotráfico en la  Procuraduría General de la República (PGR) de 1991 a 1993. Es en este periodo que se da la captura de Joaquín Guzmán Loera, "El Chapo". 
Durante su estancia en la PGR promovió la definición de la política antidrogas del Gobierno Mexicano como un esfuerzo por el CONTROL DE DROGAS. Durante su encargo hubo un enfoque integral, multidisciplinario y de apertura a la cooperación internacional dentro del que se redefinió la relación con los Estados Unidos, Colombia, Centroamérica y otros países de América Latina. Fue asesor del Presidente de la República para Asuntos Internacionales Relacionados con el Control de Drogas ante la ONU en 1993.
Fue electo como gobernador del Estado de Morelos de 1994 a 2000. Sin embargo, el 18 de mayo de 1998, solicitó licencia para separarse del cargo por acusaciones de secuestro y homicidio por omisión. En 2003 fue exonerado por un juez penal por falta de elementos de sustento.

## Reconocimientos internacionales
Fue elegido por unanimidad presidente de la Comisión Interamericana para el Control de Abuso de Drogas (CICAD), organismo perteneciente a la Organización de Estados Americanos (OEA) entre 1991 a 1993.
Ha sido condecorado por Gran Bretaña, Francia, Alemania, España, Austria, Italia, Yugoslavia, Rumanía, Jordania, Egipto, Argelia, Senegal, Japón, Venezuela y Argentina. 

## Producción bibliográfica
- Es articulista La Jornada desde 2000 habiendo producido mas de 500 colaboraciones.
- México en riesgo: una visión personal sobre un Estado a la defensiva. Editorial Grijalbo. México. 2011
- Inteligencia estratégica para todos. Editorial Del Castillo de Piedra. México. 2015
- Perspectivas para la Seguridad Pública. Autor: Jorge Carrillo Olea. Editorial Luzam. México. 2018.
- Torpezas de la inteligencia. Editorial Proceso. México. 2018.
- Sobre la Seguridad. Editado por El Colegio de México.
- Lo que Aprendí a la Vida. edición de autor.